# Gustav zu Sayn-Wittgenstein-Hohenstein

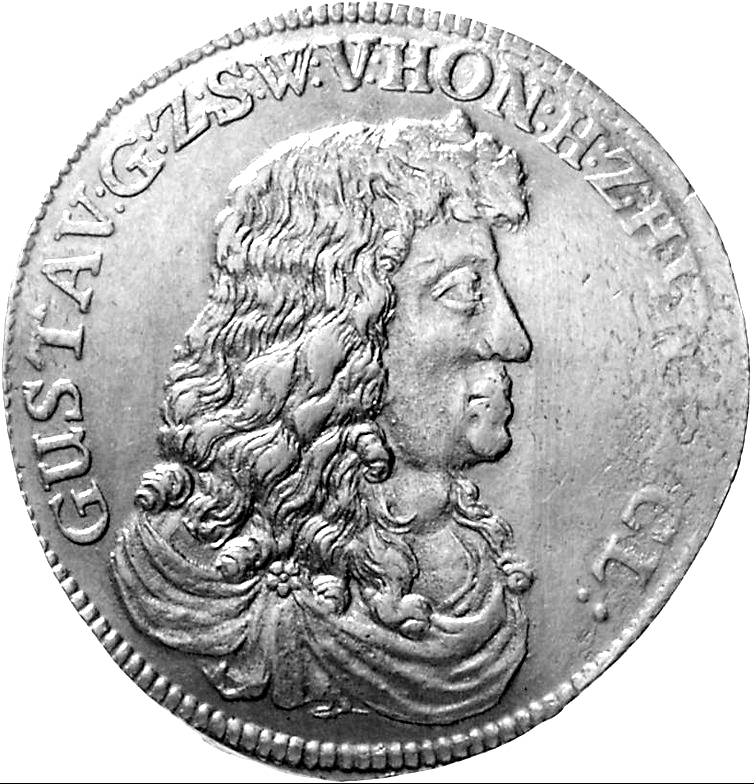
Gustav, Graf zu Sayn-Wittgenstein-Hohenstein, Konterfei auf Gulden, 1676

Graf Gustav Otto zu Sayn-Wittgenstein-Hohenstein (* 14. April 1633 in Frankfurt; † 15. Oktober 1701 in Marburg) war ein deutscher Reichsgraf aus dem Hause Sayn-Wittgenstein. Seine volle Titulatur war Gustavus, Graf zu Sain, Witgenstein und Hohnstein, Herr zu Homburg, Vallendar, Neumagen, Lahr [= Lohra] und Clettenberg.

## Leben und Wirken
Gustav war der zweitälteste Sohn des Grafen Johann VIII. (1601–1657) und seiner Ehefrau Anna Auguste, geb. Gräfin von Waldeck (1608–1658), Tochter des Grafen Christian zu Waldeck-Wildungen. Er wurde nach dem Willen seines Vaters zum Regenten seiner erworbenen Grafschaft Hohenstein mit den dazu gehörigen Herrschaften Lohra und Klettenberg ernannt, wobei dem ältesten Sohn Ludwig Christian die Landeshoheit vorbehalten blieb, die dieser später gegen Zahlung von 20 000 Reichstaler an Gustav abtrat. Der neue Hohensteiner Regent bezog ab 1671 seine Residenz auf Schloss Klettenberg. Der Streit um die Grafschaft Hohenstein, die sein Vater bereits 1647 vom Großen Kurfürsten, Friedrich Wilhelm von Brandenburg erhalten hatte, schwelte weiter. Johann VIII. war für seine Verdienste bei den Verhandlungen, die 1648 zum Westfälischen Frieden beitrugen, vom Kurfürsten mit der Grafschaft Hohenstein (Hohnstein) bedacht worden, wobei dieser offenbar die Größe seines Geschenkes nicht überblickt hatte. Nach dem Tode des Großen Kurfürsten suchte sein Nachfolger, Kurfürst Friedrich III. gegen Zahlung von 100 000 Taler, Übernahme aller auf der Grafschaft haftende Schulden und weiterer Vergünstigungen, Gustav zur Abtretung der Grafschaft Hohenstein zu bewegen. Graf Gustav ging jedoch viele Jahre darauf nicht ein.
Zunächst nach Hausgesetz in der Südgrafschaft Wittgenstein nicht erbberechtigt, gelangte Gustav 1683 erst im Alter von 50 Jahren in den Besitz der Grafschaft Sayn-Wittgenstein-Hohenstein, nachdem sein älterer Bruder Ludwig Christian (1629–1683) ohne Nachkommen verstorben war. Dieser hatte ihm allerdings bereits 1668 die Regierungsgeschäfte der Grafschaft überlassen, mit Ausnahme der Rechte über die Vogtei Elsoff.

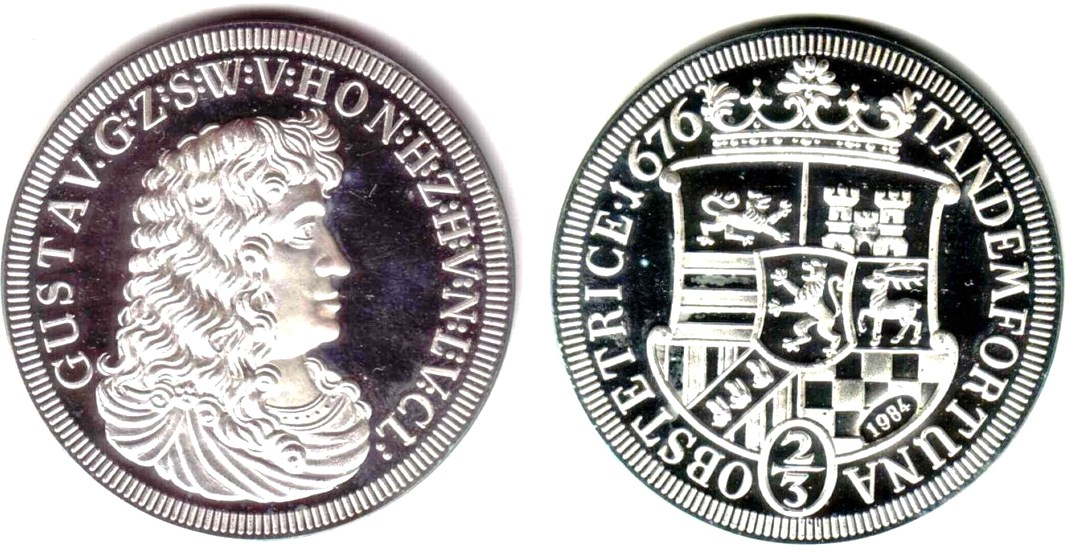
Replik des originalen Guldens (2/3-Talers) von 1676, mit Konterfei und Wappen des Grafen Gustav zu Sayn-Wittgenstein-Hohenstein

Die Übernahme der Grafschaft durch Gustav erfolgte in einer wirtschaftlich kritischen Zeit, er musste erhebliche Schulden seines Bruders übernehmen. Der Wert der ausgegebenen Münzen verfiel in dieser Zeit erheblich, wozu auch der neue Regent beitrug: Gustav ließ in seinen Prägeanstalten (Ellrich im Harz, Klettenberg, Schwarzenau, Schloss Wittgenstein und Feudingen) Münzen mit geringerem Silbergehalt herstellen. Nachdem diese Münzen in den angrenzenden Territorien Hessens und Kurköln nicht mehr akzeptiert wurden, fälschte Gustav seine geringwertigen Münzen, indem er sie mit früheren Jahreszahlen versehen ließ. Dies brachte ihm den zweifelhaften Ruf eines Vaters der Heckenmünzen ein.
Ähnlich seinem Vorgänger, vernachlässigte er die Regierungsgeschäfte zunehmend und widmete sich in der Hauptsache der religiösen Erbauung. Gustav fühlte sich den Gedanken des Pietismus hingezogen. Im Jahr 1698 übergab er die Regierungsgeschäfte der Südgrafschaft seinem ältesten Sohn Henrich Albrecht; dem jüngeren Sohn August übertrug er die Grafschaft Hohenstein. Danach verließ er die Grafschaft und zog nach Marburg, um dort seinen Lebensabend zu verbringen.

## Familie
Gustav heiratete am 12. August 1657 die Hugenottin (eine Réfugiée) Anna Hélène de La Place (Gräfin von Machaut; aus dem Hause der Grafen von Machaut; korrekter aus der Familie de La Place, Vicomtes de Machaut in den Ardennen;  * 1634; † 24. Februar 1705), Tochter des François de La Place, Vicomte de Machaut, Herrn in Verriére und Berliére, und der Anna Margarethe, Freiin von Brederode, einer Schwester des niederländischen
Generalfeldmarschalls Johann Wolfart van Brederode, Herrn von Vianen (1599–1655). Anna Hélènes jüngere Schwester wurde Ehefrau des Grafen Georg Wilhelm zu Sayn-Wittgenstein-Berleburg.
Aus der Ehe gingen insgesamt 13 Nachkommen hervor, von denen einige im Kindesalter verstarben:
- Henrich Albrecht (1658–1723)
- Karl Friedrich (* 7. Februar 1660; † 25. Mai 1686 zu Wien)
- Charlotte (* 2. Januar 1661; † 9. Februar 1725)
- August David (1663–1735)
- Amalie (* 1664; † 1724)
- Johann Ludwig (* 1665; † 1676)
- Anna Sophia (* 12. Juli 1667)
- Henriette (* 22. April 1669)
- Otto Wilhelm (* 11. September 1670; † 24. September 1670)
- Magdalena Louise (* 3. März 1672; † 3. März 1705)
- Moritz (* 16. November 1674; † 14. August 1676)
- Leopold (* 30. Juni 1676; † 30. August 1676)
- Ferdinand (* 30. Juni 1676; † 6. September 1676)

Graf Gustav trat 1698 die Regierungsgeschäfte über die Südgrafschaft Wittgenstein an seinen ältesten Sohn Henrich Albrecht und über Hohenstein an seinen Sohn August ab.
Er wohnte noch drei Jahre mit seiner Frau und vier unverheirateten Töchtern in Marburg, wo er am 22. November 1701 im Alter von 68 Jahren verstarb.
Seine Beisetzung fand in der Familiengruft der evangelischen Kirche zu Laasphe statt.